# كتيبة إس إس بانزر الثقيلة 103

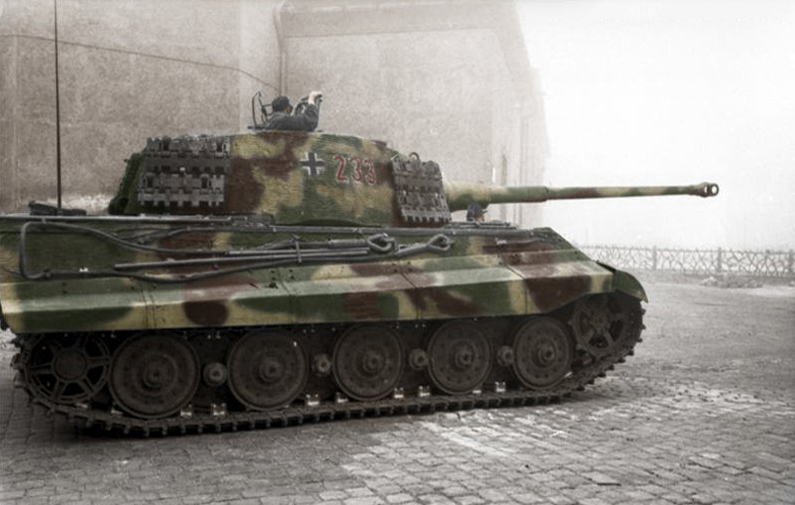
دبابة النمر 2 (Tiger II)، وهي دبابة ألمانية ثقيلة صُنعت في نهاية الحرب العالمية الثانية بين عامي 1943 و 1945

كتيبة إس إس بانزر الثقيلة 103 (بالألمانية: "schwere SS-Panzerabteilung 103) كانت كتيبة دبابات ألمانية ثقيلة تابعة لفافن إس إس خلال الحرب العالمية الثانية.

## التاريخ العملياتي
تم تشكيل الوحدة في الأصل في 1 يوليو 1943 باسم الكتيبة الثانية، فوج إس إس بانزر الحادي عشر وتم إرسالها إلى يوغوسلافيا للقتال كمشاة؛ ومع ذلك، في نهاية نوفمبر، تم تحويل الكتيبة مرة أخرى إلى سلاح المدرعات.
تم إصدار الكتيبة بعد ذلك ست دبابات من طراز تايجر I في فبراير للتدريب، ثم أمرت بإعطائها إلى وحدة أخرى في مارس 1944. وصل ستة نمور أخرى إلى ملاعب التدريب في 26 مايو وأربعة أخرى في أغسطس. في 20 أكتوبر، تم تسليم جميع النمور العشرة إلى وحدة التدريب وتم تجهيز 103 مع تايجر 2 قبل أن يتم نشرهمبالجبهة الشرقية، كجزء من فيلق إس إس بانزر III.
في 14 نوفمبر 1944 تم إعادة تشكيل الوحدة باسم كتيبة إس إس بانزر الثقيلة 503. كان لديها ما مجموعه 39 (بدلاً من المكمل الكامل لـدبابات 45) تايجر 2إس وتم تحميلها في القطارات في 27 يناير 1945، وتم إرسالها إلى الجبهة الشرقية في قطاع مجموعة جيوش فيستولا. بحلول 15 أبريل 1945، أبلغ الـ 503 عن إجمالي 12 دبابة تايجر، منها 10 لا تزال في الخدمة. أنهى 503 الحرب القتال في معركة برلين كجزء من مجموعة موهنكي القتالية.